# Lista de unidades federativas do Brasil por automóveis per capita
| 501 ou mais 401-500 301-400 | 201-300 101-200 0-100 |

Mapa das unidades federativas do Brasil por automóveis para cada grupo de mil pessoas em 2012.

Este anexo contém uma lista de unidades federativas do Brasil por automóveis per capita em 2012, feita do cruzamento dos dados da frota do Departamento Nacional de Trânsito (DENATRAN) com a população estimada pelo Instituto Brasileiro de Geografia e Estatística (IBGE). Os números incluem automóveis, SUVs, vans e veículos comerciais e excluem motocicletas e outros veículos sobre duas rodas motorizados.

## Unidades federativas do Brasil por automóveis per capita
| Posição | Unidade federativa  | Veículos para cada 1000 pessoas | País comparável |
| ------- | ------------------- | ------------------------------- | --------------- |
| 1       | Distrito Federal    | 468                             | Dinamarca       |
| 2       | Santa Catarina      | 451                             | Estônia         |
| 3       | São Paulo           | 438                             | Barbados        |
| 4       | Paraná              | 429                             | Barbados        |
| 5       | Rio Grande do Sul   | 394                             | Bulgária        |
| 6       | Goiás               | 305                             | Montenegro      |
| 7       | Minas Gerais        | 297                             | Taiwan          |
| 8       | Mato Grosso do Sul  | 295                             | Taiwan          |
| 9       | Espírito Santo      | 282                             | México          |
| 10      | Rio de Janeiro      | 267                             | Rússia          |
| 11      | Mato Grosso         | 244                             | Sérvia          |
| 12      | Rondônia            | 189                             | Chile           |
| 13      | Rio Grande do Norte | 161                             | Tailândia       |
| 14      | Roraima             | 161                             | Tailândia       |
| 15      | Tocantins           | 159                             | Geórgia         |
| 16      | Pernambuco          | 149                             | Singapura       |
| 17      | Sergipe             | 148                             | Singapura       |
| 18      | Paraíba             | 128                             | Panamá          |
| 19      | Bahia               | 126                             | Tunísia         |
| 20      | Ceará               | 126                             | Tunísia         |
| 21      | Acre                | 120                             | Granada         |
| 22      | Amapá               | 120                             | Granada         |
| 23      | Amazonas            | 119                             | Granada         |
| 24      | Alagoas             | 107                             | Argélia         |
| 25      | Piauí               | 103                             | Armênia         |
| 26      | Pará                | 79                              | Peru            |
| 27      | Maranhão            | 67                              | Bolívia         |

### Classificação por região
| Posição | Região              | Veículos para cada 1000 pessoas | País comparável |
| ------- | ------------------- | ------------------------------- | --------------- |
| 1       | Região Sul          | 420                             | Barbados        |
| 2       | Região Sudeste      | 363                             | Coréia do Sul   |
| 3       | Região Centro-Oeste | 320                             | Letônia         |
| 4       | Região Nordeste     | 123                             | Albânia         |
| 5       | Região Norte        | 112                             | Argélia         |

## Unidades federativas do Brasil por carros de passeio per capita

Mapa das unidades federativas do Brasil por carros de passeio para cada grupo de mil pessoas em 2012.

| 501 ou mais 401-500 301-400 | 201-300 101-200 0-100 |

| Posição | Unidade federativa  | Carros de passeio para cada 1000 pessoas |
| ------- | ------------------- | ---------------------------------------- |
| 1       | Distrito Federal    | 419                                      |
| 2       | São Paulo           | 379                                      |
| 3       | Santa Catarina      | 378                                      |
| 4       | Paraná              | 352                                      |
| 5       | Rio Grande do Sul   | 333                                      |
| 6       | Minas Gerais        | 244                                      |
| 7       | Goiás               | 240                                      |
| 8       | Rio de Janeiro      | 238                                      |
| 9       | Mato Grosso do Sul  | 226                                      |
| 10      | Espírito Santo      | 223                                      |
| 11      | Mato Grosso         | 169                                      |
| 12      | Rio Grande do Norte | 132                                      |
| 13      | Rondônia            | 129                                      |
| 14      | Pernambuco          | 122                                      |
| 15      | Sergipe             | 122                                      |
| 16      | Roraima             | 114                                      |
| 17      | Tocantins           | 108                                      |
| 18      | Paraíba             | 105                                      |
| 19      | Ceará               | 101                                      |
| 20      | Bahia               | 98                                       |
| 21      | Amazonas            | 92                                       |
| 22      | Amapá               | 91                                       |
| 23      | Acre                | 87                                       |
| 24      | Alagoas             | 86                                       |
| 25      | Piauí               | 77                                       |
| 26      | Pará                | 58                                       |
| 27      | Maranhão            | 49                                       |

### Classificação por região
| Posição | Região              | Carros de passeio para cada 1000 pessoas |
| ------- | ------------------- | ---------------------------------------- |
| 1       | Região Sul          | 350                                      |
| 2       | Região Sudeste      | 311                                      |
| 3       | Região Centro-Oeste | 255                                      |
| 4       | Região Nordeste     | 98                                       |
| 5       | Região Norte        | 81                                       |